# 旭中央病院附属看護専門学校
旭中央病院附属看護専門学校 （あさひちゅうおうびょういんふぞくかんごせんもんがっこう）は、千葉県旭市にある私立専修学校。

## 設置学科
- 看護学科（3年制・昼間）

## 所在地
- 千葉県旭市イの1326番地

## 交通アクセス
- JR東日本総武本線旭駅から病院の無料送迎バス利用、もしくは徒歩15分

## 取得できる資格・免許状

### 看護学科
- 看護師国家試験受験資格

## 著名な卒業生
- 蛯原英里 - セラピスト